# Cetra (strumento musicale antico)
La cetra (in greco antico: κιθάρα?, kithára) è uno strumento musicale dell'antichità classica, appartenente alla famiglia dei cordofoni.

## Storia
Il termine ha radici antiche e comuni alla chitarra, al sitar indiano e al setar persiano, il cui nome deriva appunto dal persiano antico "chahar" (quattro) e "tar" (corde), in quanto i primi liuti arabi avevano appunto quattro corde.
La storia della cetra si perde nell'antichità. Dalla lettura della Bibbia in Genesi 4:21 l'inventore di tale strumento fu Iubal, discendente di Caino. E sempre nella Bibbia veniamo a conoscenza che la usò molto Re Davide per i suoi salmi, da noi attualmente chiamati anche inni, tanto che in molti di essi compare il nome di questo strumento musicale.
La cetra era utilizzata anche dai cretesi, per dare la cadenza dei passi ai soldati mentre entravano in battaglia.
La cetra ebbe una notevole diffusione sin dall'antica Grecia dov'era suonata da citaredi professionisti ed era molto spesso utilizzata, sia negli atenei che nelle corti; troviamo tracce di questo strumento anche nella grande tradizione della mitologia. Il suo uso inoltre prese corpo anche a Roma e in Corsica. 
Si sono sviluppate molte varianti fra i popoli, come l'arpa turca, il nebhel egizio, il kinnor ed il dulcimer (ebraici), il salterio (romano), il tar (Persia), l'arpa celtica ed il gusli russo, fino a giungere alla chitarra come la conosciamo oggi.
Vi sono tracce di strumenti tipo cetre anche nell'impero cinese antico, durante la dinastia Chou. In particolare la prima cetra asiatica fu il Guqin, una cetra a sette corde.
Nel corso dei secoli la sua struttura venne ulteriormente modificata, fino ad arrivare ad intendere per cetra quella che viene più correttamente chiamata cetera, ossia uno strumento in uso nel Rinascimento dalla cassa di risonanza piatta le cui doppie corde metalliche venivano pizzicate, dotato di un lungo manico e dalla struttura paragonabile a quella di una pera.

## Descrizione

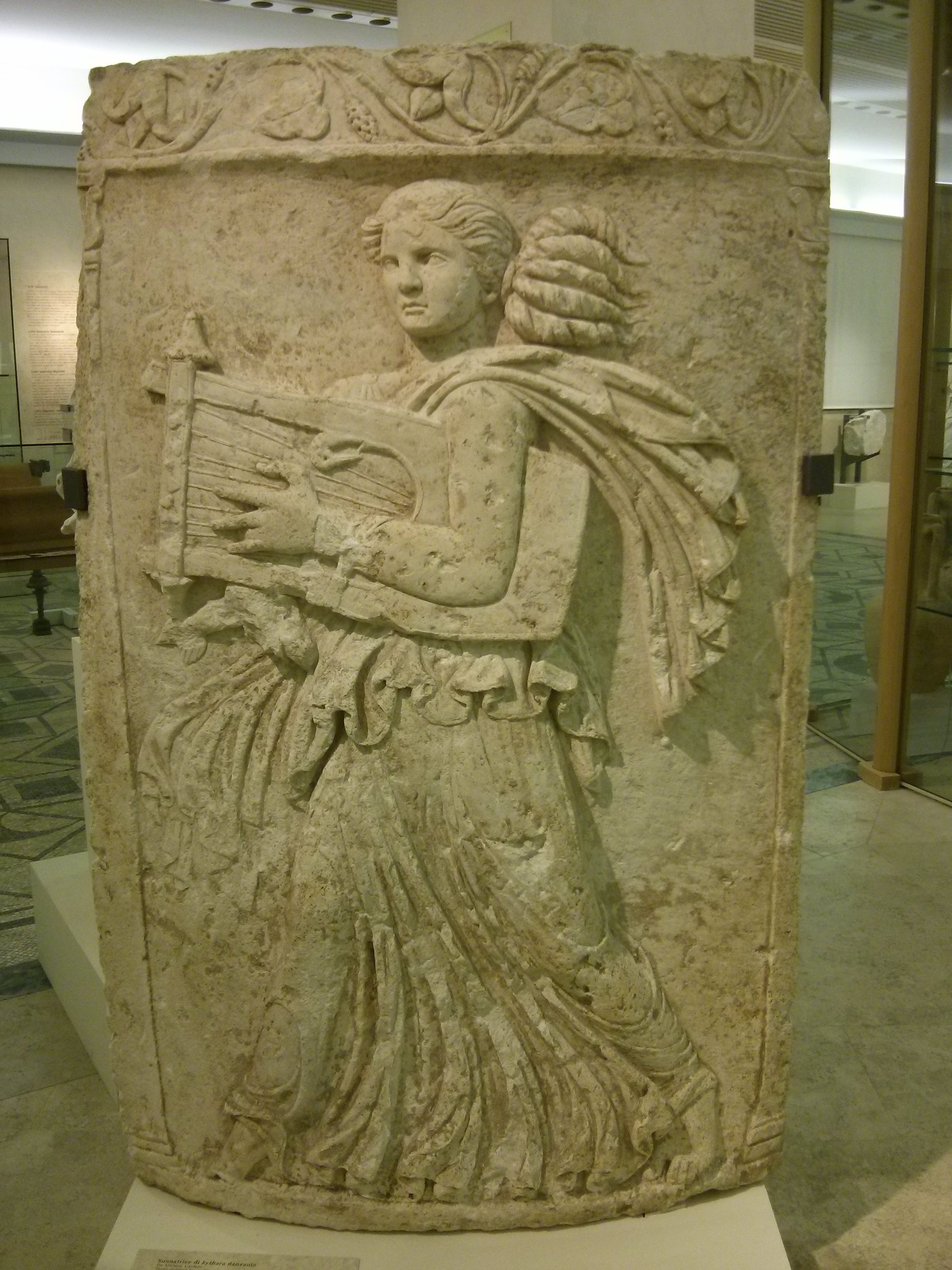
Suonatrice di kythara danzante, Museo archeologico nazionale delle Marche

L'iconografia greca del V e VI secolo, quella relativa alle pitture sui vasi, ci permette di capire la forma di questo strumento che il più delle volte era raffigurato in mano al dio Apollo mentre era intento a suonare.
La cetra era costruita come la lira ma di dimensioni maggiori, arrivando a essere grande circa la metà di una persona umana. La cetra aveva una cassa armonica con due bracci, che all'interno erano vuoti, e che collegati tra loro da una traversa; tra questa traversa e la base della cassa erano tese le cinque corde: per aumentare la tensione della corda si usava ripiegarla con un legnetto intorno alla paletta che poi veniva bloccato con un pezzo di ferro o di legno.
Dal punto di vista organologico, la cetra antica non appartiene quindi alla famiglia delle cetre definita nella classificazione Hornbostel-Sachs, ma invece a quella dei liuti a giogo (o lire).

## La cetra nella poesia
Il poeta Salvatore Quasimodo menziona questo strumento nella poesia Alle fronde dei salici ove è presente anche un richiamo biblico.